# Christer Glenning

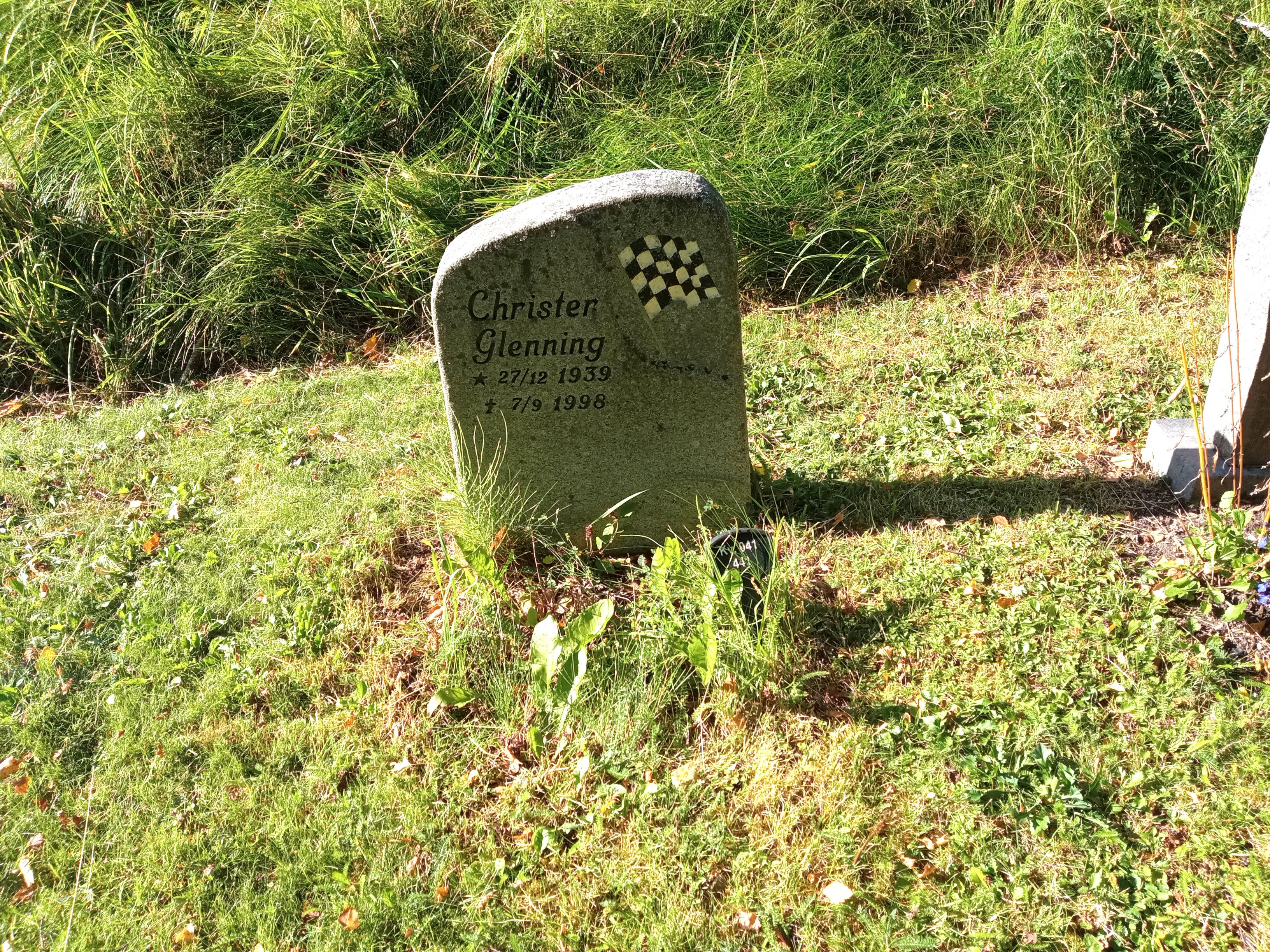
Christer Glennings grav på Sankt Eskils kyrkogård i Eskilstuna.

Christer Glenning, född 27 december 1939 i Karlskrona, död 7 september 1998 i Eskilstuna, var en svensk TV-programledare och biljournalist. Han blev känd för en större publik genom sin medverkan i Trafikmagasinet, där han testade en mängd bilar genom åren.
Glenning skrev även böcker om bilar och bilreparationer, däribland Laga Själv: Plåt och lack, hjulupphängning, bromsar (Vi bilägare, 1983) och Bilen hundra år (Bokia, 1998) samt medverkade till boken Allt om bilen (Reader's Digest, 1979). Han medarbetade bland annat i Teknikens Värld och var under många år Aftonbladets motorredaktör. Han var också under flera perioder aktiv tävlingsförare. Han medverkade även i Svenne Rubins musikvideo till den populära dängan "En gammal Amazon" 1993.
Glenning avled 1998 efter en hjärtinfarkt.Han är far till Carina Glenning, krönikör på Östgöta Correspondenten.